# سیارک ۶۶۶۷۱
سیارک ۶۶۶۷۱ (به انگلیسی: 66671 Sfasu، نامگذاری:1999TJ17) شصت و شش هزار و ششصد و هفتاد و یکمین سیارک کشف شده‌است که در ۱۵ اکتبر ۱۹۹۹ کشف شد.